# هاروهيكو كون
هاروهيكو كون (باليابانية: 今 治彦) هو لاعب هوكي الحقل ياباني، (و. 1910  م).

## وصلات خارجية
- هاروهيكو كون على موقع أوليمبيديا (الإنجليزية)